# Жуль Ведрін
Жуль Шарль Тусен Ведрін (фр. Jules Charles Toussaint Védrines; 29 грудня 1881 — 21 квітня 1919) — французький авіатор, один з піонерів світової авіації.

## Біографія
Народився 29 грудня 1881 року в містечку Сен-Дені, департамент Сена-Сен-Дені, Франція.
7 грудня 1910 року Ведрін отримав офіційне свідоцтво пілота «бреве» Аероклубу Франції за № 312.
21—22 травня 1911 року відбувся перший авіаційний переліт Париж — Мадрид, у якому Жуль Ведрін став переможцем і єдиним, хто фінішував.
У березні 1912 року Ведрін здійснив невдалу споробу балотуватися в депутати і продовжив кар'єру льотчика. Того ж року під час одного з показових польотів він підняв у повітря 12-річного хлопчика, який згодом став відомим письменником і пілотом — Антуана де Сент-Екзюпері.
9 грудня 1912 року на Кубку Гордона-Беннета в Америці на своєму літаку «La Vache» (укр. Корова) встановлює світовий рекорд швидкості, досягнувши 167,8 км/год.
У 1913 році французький аероклуб і газета «Le Matin» виступили організаторами авіаційного перельоту Париж — Каїр. Участь у цих змаганнях взяли 4 авіатори на трьох літаках. Жуль Ведрін на своєму моноплані «Блеріо XI» з мотором «Гном» потужністю 80 к.с. стартував 20 листопада в Нансі й, подолавши загалом понад 5600 кілометрів, завершив гонку 29 грудня в Каїрі, ставши переможцем змагань та вигравши головний приз — 500 000 франків. Лише через кілька днів — 31 грудня фінішував інший французький пілот — Марк Боньє на двомісному літаку «Nieuport II-а».
На початку 1914 року Ведрін зустрів у Парижі відомого російського авіатора Харитона Славоросова. Жуль та Ролан Гаррос допомогли Славоросову влаштуватися «гастролюючим пілотом» у фірми Кодрон і Моран-Солнье. Ведрін високо цінував майстерність і відвагу російського льотчика, обидва вони були артистичними натурами.

### Перша світова війна
З початком Першої світової війни вступає до військової авіації.
28 серпня 1914 року він призначається в тільки що створену (у червні 1914 року) ескадрилью DO 22, озброєну броньованими «Доранами» (Do.1). Але Ведрін воює на своєму унікальному «антицеппелиновому» літаку фірми «Блеріо».
2 вересня 1914 року сержант Шарль-Тусен Ведрін разом зі своїм повітряним стрільцем, Рене Викером, над областю Сюипп збили німецький літак.
Але французьке командування відмовилося визнати цю першу перемогу авіаторів, повністю списавши її на зенітний вогонь піхоти. Таке рішення можна пояснити тим, що у Ведріна склалися вкрай напружені відносини з командиром ескадрильї капітаном Полем Леклером. Ведрін ще до війни встиг настільки серйозно посваритися з багатьма офіцерами-авіаторами, що в ескадрильї його ледве терпіли. Незабаром його переводять в інший підрозділ.
З 12 березня 1915 року Жуль Ведрін — в ескадрильї MS 3 (з 20 вересня 1915 року N 3) Фелікса Брокара. Ескадрилья «Лелеки» прославила себе на весь світ цілим сузір'ям чудових асів: Брокар, Ведрін, Гаррос, Гинемер, Герто, Дорм, Деллэн, Наварр.
Ведрін здійснював спеціальні місії по закиданню шпигунів і диверсантів у тил німецьких військ.

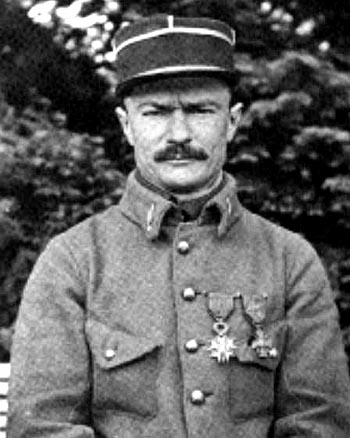
Ж. Ведрін. 1914 рік

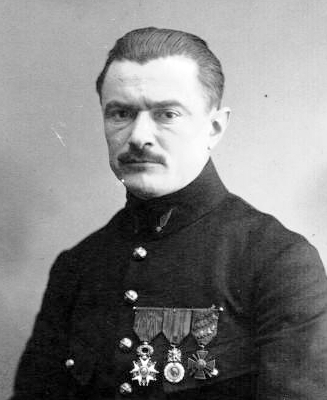
Ж. Ведрін, 1916

З послужного списку Жуля Ведріна в ескадрильї MS 3 («Лелеки»):
«Спритний та сміливий пілот, набрав 100 льотних годин з початку кампанії. Завжди добровільно брав участь у найнебезпечніших операціях. Успішно виконував ризиковані, складні місії. З моменту вступу в ескадрилью постійно викликався виконувати найнебезпечніші польоти. У травні та червні 1915 року їм було блискуче виконано п'ять спеціальних завдань, особливо небезпечних і важких. Відзначився, зокрема, в операціях з 5 по 15 червня 1915 року»
У 1919 році демобілізувався.

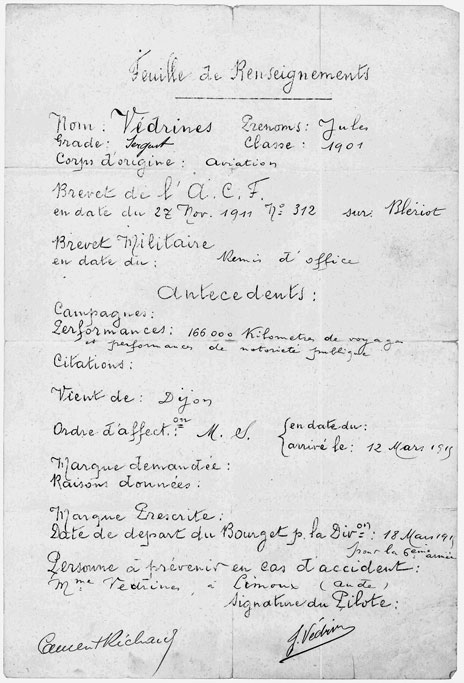
Наказ про призначення сержанта Жуля Ведріна в ескадрилью MS 3 з 12 березня 1915 року

19 січня 1919 року для реклами Жуль Ведрін посадив свій літак на дах Галереї Лафайєт, отримавши за це від галереї 25000 франків.

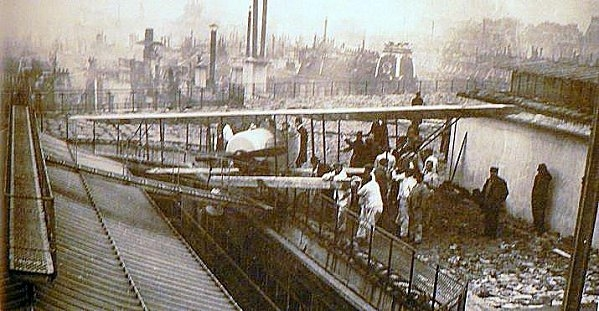
«Кодрон» Жюля Ведріна на даху «Галереї Лафайєт»

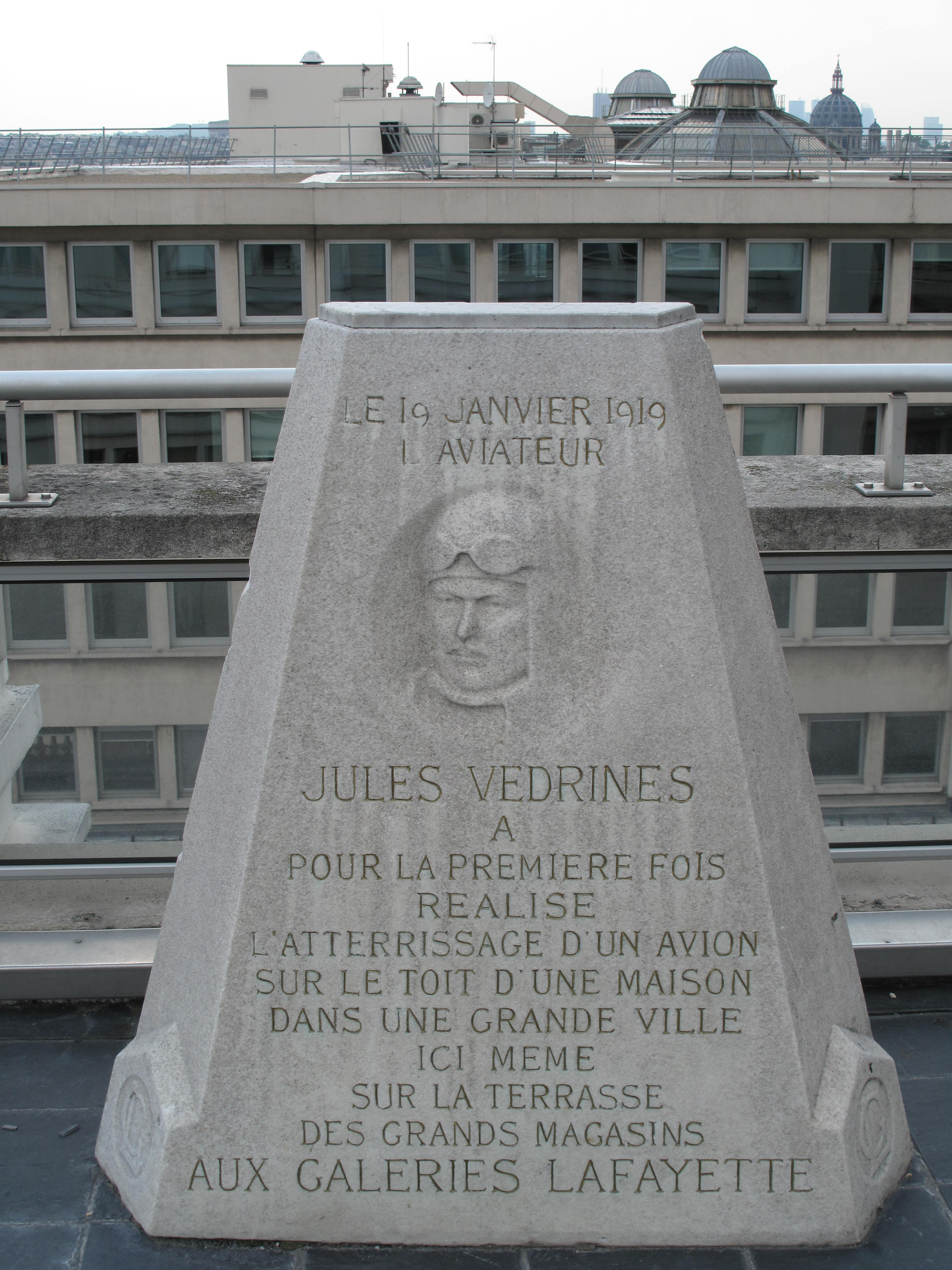
Меморіальний обеліск на терасі магазину «Галерея Лафайєт»

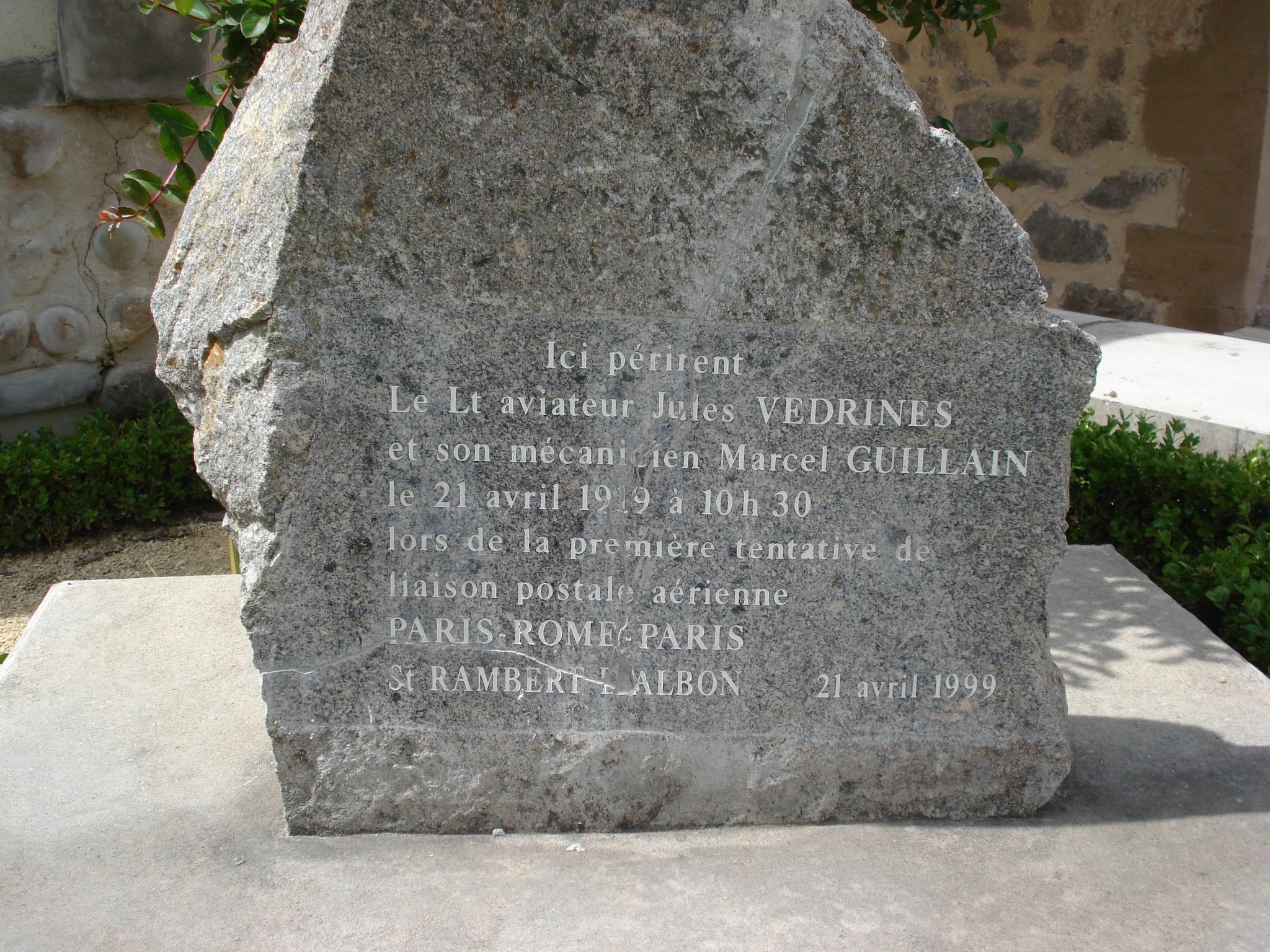
Камінь на місці загибелі Жюля Ведріна в Сен-Рамбер-Альбон

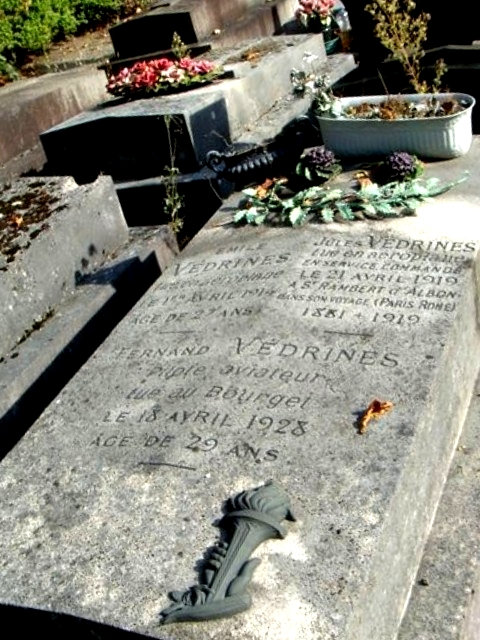
Надгробок на могилі Ж. Ведріна на цвинтарі Пантен

## Останній політ
Загинув 21 квітня 1919 року неподалік муніципалітету Сен-Рамбер-д'Альбон разом зі своїм механіком, здійснюючи політ на двомоторному літаку «Caudron C-23» за маршрутом Париж — Рим і маючи 1600 літрів пального на борту. Похований з нечуваними почестями на паризькому цвинтарі Пантен.

## Сім'я
- Дружина — Мелані Амелі Ноемі Лежен;
- Дочка — Жанна Ведрін (Балета), вчителька;
- Син — Анрі Ведрін (1911—1995), французький політичний діяч. До війни — генеральний секретар Загальної Конфедерації Праці (металургія). Під час Другої світової війни потрапив у полон. У концтаборі організував групу опору з числа активних комуністів. Після звільнення, став депутатом від КПФ у департаменті Альє, — з 1945 до 1958 року, потім — з 1968 1973 рік.
- Дочка — Сюзанна Ведрін
- Син — Еміль Ведрін

## Фільмографія
- 1910 — У повітрі (фр. Dans les airs).
- 1912 — Викрадення в гідроаероплані (фр. Un enlèvement en hydroaéroplane).
- 1913 — Наречені повітря (фр. Les fiancés de l’air).
- 1916 — Макс у повітрі (фр. Max dans les airs).